# 威廉·沃尔曼

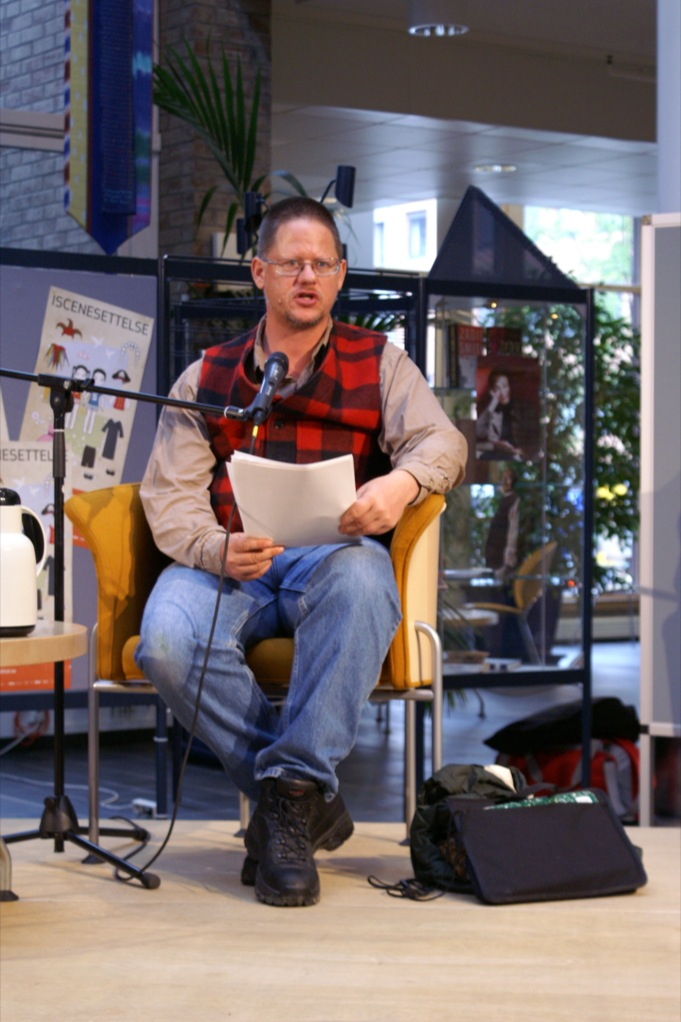
威廉·沃尔曼

威廉·坦纳·沃尔曼（William Tanner Vollmann，1959年7月28日-）是美国小说家、记者、戰地記者、短篇小说作家和散文家。
沃尔曼曾就读于深泉学院，后来在康奈尔大学获得比较文学学士学位。 
後來沃尔曼來到加州大學柏克萊分校攻读比较文学博士学位。  但在該校學習一年后他就退学了。 
沃尔曼一度做過零工，曾經在一家保险公司担任秘书，最后他攒下了足够的钱，于1982年前往阿富汗。當時正值苏阿战争期間，他與反苏联武裝一起作戰，后来他患上了痢疾。 
回到美国后，尽管他几乎没有任何计算机经验，但他還是成為一名计算机程序员。 